# Ligue de football professionnel (Algérie)
Pour les articles homonymes, voir Ligue nationale de football et Ligue de football professionnel.

Ancien logo

La Ligue de Football Professionnel (en arabe : رابطة كرة القدم المحترفة), plus couramment abrégé en LFP et anciennement appelée Ligue nationale de football (LNF) avant l'ère du professionnalisme, est un organe qui rassemble les 16 clubs algériens à statut professionnel de la Ligue 1 et de la Ligue 2. Elle gère ces championnats sous l'autorité de la Fédération algérienne de football (FAF).

## Histoire
En octobre 2023, le nouveau président de la FAF, Walid Sadi, met fin aux fonctions de président de la LFP, Abdelkrim Medouar.

## Historique des présidents
| #                    | Président                              | Période                 | Note                                       |
| -------------------- | -------------------------------------- | ----------------------- | ------------------------------------------ |
| Présidents de la LNF |                                        |                         |                                            |
| 1                    | Rachid Kheliouati (1)                  | 1995 - 1997             | Elu                                        |
| 1                    | Rachid Kheliouati (2)                  | 1998 - 1999             | Réélu                                      |
| 2                    | ... ... (1)                            | 1999 - mars 2002        | Elu                                        |
| 3                    | Mohamed Mecherara (1)                  | mars 2002 - juin 2006   | Candidat unique, élu par l'AG              |
| 4                    | Ali Malek (1)                          | juin 2006 - fév. 2009   | Elu à l'unanimité par l'AGE                |
| 5                    | Mohamed Mecherara (2)                  | fév. 2009 - juill. 2011 | Elu par l'AGE                              |
| Présidents de la LFP |                                        |                         |                                            |
| 1                    | Mahfoud Kerbadj (1)                    | juill. 2011 - juin 2016 | Elu par l'AG                               |
| 1                    | Mahfoud Kerbadj (2)                    | juin 2016 - janv. 2018  | Candidat unique, réélu par l'AGE           |
| 2                    | Abdelkrim Medouar (1)                  | juin 2018 - déc. 2021   | Elu par l'AGE                              |
| 2                    | Abdelkrim Medouar (2)                  | déc. 2021 - oct. 2023   | Candidat unique, réélu par l'AGE           |
| 3                    | Mohamed El Amine Mesloug (par intérim) | oct. 2023 - fév. 2025   | Désigné par le BF pour gérer la transition |
| 3                    | Mohamed El Amine Mesloug               | fév. 2025 -             | Candidat unique, réélu par l'AGE           |